# Hugo Reinhold

Komposition von Hugo Reinhold

Hugo Reinhold (* 3. März 1854 in Wien; † 4. September 1935 ebenda) war ein österreichischer Komponist und Pianist.

## Leben
Hugo Reinhold war Sänger im Knabenchor der Wiener Hofkapelle und studierte danach bis 1874 am Konservatorium der Gesellschaft der Musikfreunde in Wien bei Anton Bruckner, Felix Otto Dessoff und Julius Epstein. Reinhold wurde von Herzog Ernst II. von Sachsen-Coburg und Gotha gefördert. Er war später ab 1907 Professor für Klavier am Wiener Konservatorium, ab 1909 in die staatliche Akademie für Musik und darstellende Kunst umbenannt, und blieb dies bis 1924.
Obwohl er zu seinen Lebzeiten recht bekannt war und seine Kompositionen u. a. von den Wiener Philharmonikern und dem Hellmesberger-Quartett aufgeführt wurden, ist heute nur wenig über das Leben des Komponisten bekannt.

## Werke (Auswahl)
- Klavierstücke op. 23, 25, 28, 35, 40, 43, 47, 51, 61 (1. H.), 66
- Tanzszenen für Klavier zwei- oder vierhändig op. 65
- Episode op. 67
- Impressionen op. 68
- Lieder
- Sonate für Violine und Klavier op. 24 G-Dur
- Streichquartett op. 18 A-Dur
- Praludium, Menuett und Fuge für Orchester op. 50
- Suite für Klavier und Streichinstrumente op. 7 (Beethovenpreis)
- Sinfonie op. 22
- Intermezzo scherzoso op. 29
- Chöre usw.